# Marian Orłoń
Marian Orłoń (ur. 23 lipca 1932 w Ludwinowie koło Gostynia,  zm. 12 grudnia 1990 w Poznaniu) – polski prozaik oraz autor utworów dla dzieci i młodzieży.
Ukończył studia na Wydziale Filozoficzno-Historycznym UAM. Pracował początkowo w szkolnictwie, a od 1965 w Bibliotece Naukowej Instytutu Ochrony Roślin. Debiutował na łamach czasopism dla dzieci w 1957 roku, publikował m.in. w „Małym Gościu”, „Płomyku”, „Płomyczku” i „Świerszczyku”. Pierwsze opowiadanie „Pisane zielonym atramentem” ukazało się drukiem w 1962. W 1971 Marian Orłoń został uhonorowany nagrodą Chorągwi Wlkp. ZHP. Od 1972 był sekretarzem poznańskiego oddziału Związku Literatów Polskich. W 1981 roku otrzymał nagrodę Rady Ministrów za twórczość dla dzieci i młodzieży. Został pochowany na Cmentarzu Junikowo w Poznaniu w Alei Zasłużonych (AZ -3-L-10).

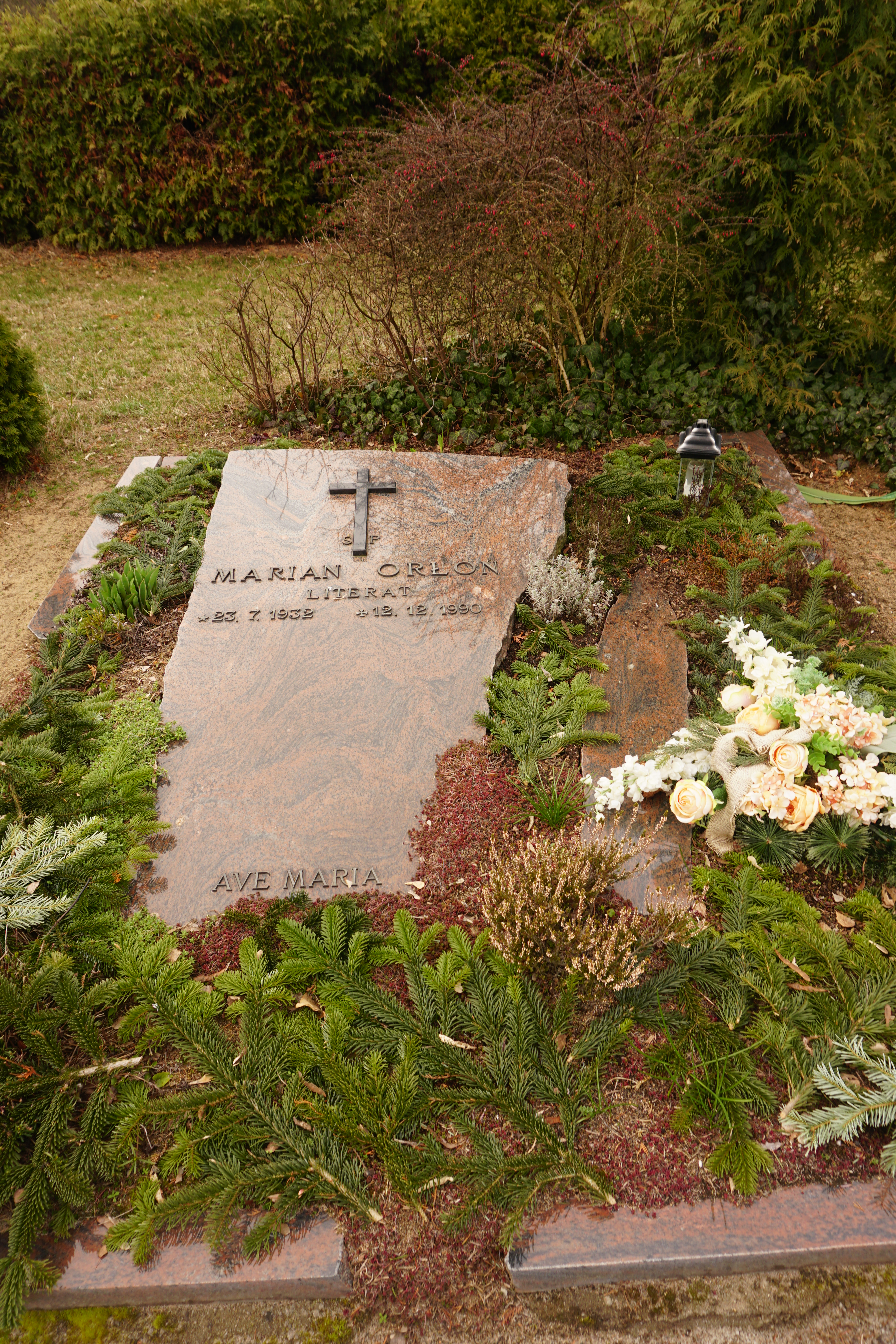
Grób Mariana Orłonia na Cmentarzu Junikowskim

## Twórczość wybrana
- Babcia Kluczykowa
- Detektyw Nosek i porywacze (1973)
- Detektyw Nosek, Czarna Broda i porywacze (1984 Wyd. łączne zawiera "Ostatnią przygodę detektywa Noska" i "Detektyw Nosek i porywacze")
- Florentynka
- Jak detektyw Nosek zadziwił Lipki Nowe (1976)
- Kartki z ostatniej ławki
- Komu kundelka, komu
- Mój kochany pan pies
- O myszce Klementynce, pajączku Bazylim i ziemniaczkowych braciszkach
- Odmieniec
- Odważni chodzą nocą
- Ostatnia przygoda detektywa Noska (1968)
- Pisane łapą. Z psiego przełożył Marian Orłoń
- Pozwolił ptakom śpiewać[2]
- Próba odwagi
- Szansa pigmeja (scenariusz noweli filmowej zekranizowanej w 1969)
- Tabliczka czekolady
- Uczeń kuglarza[3]
- W mieście króla Marcepana[4]
- Wielki dzień osiołka Barnaby[5]
- Zawisza Blady
- Zwariowane dzieciaki[6]